# Cao Naiqian
Cao Naiqian (traditionell kinesiska: 曹乃謙?, förenklad kinesiska: 曹乃谦?, pinyin: Cáo Naǐqiān), född 1949 i Ying härad i Shanxiprovinsen, är en kinesisk författare. Sedan 1972 har han varit verksam inom polisväsendet i staden Datong. Han började skriva skönlitteratur 1986. På svenska introducerades han med När mörkret faller trängtar mitt hjärta till dig 2006.